# Dirty God
Pour plus de détails, voir Fiche technique et Distribution.
Dirty God est un film dramatique irlando-britannico-belgo-néerlandais réalisé par Sacha Polak et sorti en 2019.

## Fiche technique
- Titre original : Dirty God
- Réalisation : Sacha Polak
- Scénario : Sacha Polak et Susie Farrell
- Décors : Sanne Schat
- Costumes : Sara Hakkenberg
- Photographie : Ruben Impens
- Montage : Sander Vos
- Musique : Rutger Reinders
- Producteur : Marleen Slot et Michael Elliott
  - Coproducteur : Dries Phlypo, Jean-Claude Van Rijckeghem, John Keville et Conor Barry
  - Producteur délégué : Frank Klein, Clea de Koning, Nicky Tüske, Isabel Davis, Eva Yates et Celine Haddad
  - Producteur exécutif : Chris Jorna
- Sociétés de production : Independent, A Private View, Emu Films, Viking Film et BBC Films
- Société de distribution : Les Bookmakers / The Jokers (France)
- Pays d'origine :  Pays-Bas,  Royaume-Uni,  Belgique et  Irlande
- Langue originale : anglais
- Format : couleur
- Genre : Drame
- Durée : 104 minutes
- Dates de sortie :
  -  Pays-Bas : 
    - 23 janvier 2019 (Rotterdam)
    - 25 avril 2019 (en salles)

  -  Royaume-Uni : 7 juin 2019
  -  France : 19 juin 2019
  -  Belgique : 3 juillet 2019

## Distribution
- Vicky Knight : Jade
- Katherine Kelly : Lisa
- Eliza Brady-Girard : Rae
- Rebecca Stone : Shami
- Bluey Robinson : Naz
- Dana Marineci : Flavia
- Tachia Newall : Kieran
- Frieda Thiel : Ronit

## Accueil

### Critiques
Le site Allociné recense une moyenne des critiques presse de 3,2/5.
Pour Le Figaro, « Malgré des longueurs, Dirty God a le mérite de traiter un sujet tristement d’actualité ». Pour Télérama, « Le film convainc moins lorsque la réalisatrice s’éloigne du réel pour des visions horrifiques qui flirtent avec le giallo italien des années 1970 ».